# Retamal de Llerena
Retamal de Llerena – gmina w Hiszpanii, w prowincji Badajoz, w Estramadurze, o powierzchni 96,12 km². W 2011 roku gmina liczyła 497 mieszkańców.